# شاهد 238
شاهد 238 هي طائرة هجومية بدون طيار إيرانية الصنع تعمل بالطاقة النفاثة. وهي نسخة معدلة من طائرة شاهد 136 الإيرانية الشهيرة. من إنتاج جامعة عاشوراء لعلوم وتكنولوجيا الفضاء الإيرانية. لهذه الطائرة الجديدة ثلاث سلالات فرعية مع أنظمة توجيه وبواحث مختلفة. أعلنت جمهورية إيران عن شاهد-238 في يوم الأحد 19 تشرين الثاني/ نوفمبر 2023م. وذلك خلال زيارة قام بها القائد العام للقوات المسلحة الإيرانية آية الله علي خامنئي إلى معرض إنجازات القوات الجوية التابعة للحرس الثوري في جامعة عاشوراء لعلوم وتكنولوجيا الفضاء. وتحتل صناعة الطائرات المسيرة مساحة هامة من قطاع تطوير الصناعات العسكرية في المنطقة والعالم في الوقت الراهن، فَتَعَدُد مهامها زاد من أهمية امتلاكها واستخدامها، ولا تتوانى جمهورية إيران عن إنتاج طائرات بدون طيار لأهميتها الإستراتيجية لأمنها القومي بالذات. وتُعتبَر جمهورية إيران من البلدان الرائدة في صناعة الطائرات بدون طيار منذ زمن، وحققت تقدماً كبيراً في صناعة وتصميم وتطوير تلك الطائرات منذ حرب الخليج الأولى وحتى يومنا هذا.

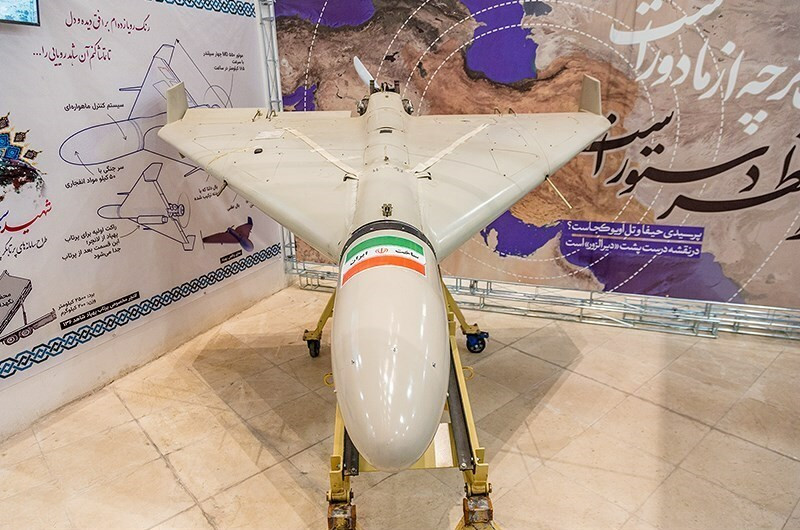
تُظهِر هذه الصورة منظراً أمامياً لطائرة شاهد 136 بدون طيار في معرض إنجازات القوة الجوية التابعة للحرس الثوري الإيراني في حديقة متحف الثورة الإسلامية والدفاع المقدس في مدينة قم. تم افتتاح المعرض الذي يحمل عنوان (Sky of Power) في 13 مارس 2023م

## نبذة مختصرة
إن طائرة Shahed-238 الهجومية الإيرانية والتي تنتمي لعائلة طائرات شاهد تأتي بثلاث نماذج أو إصدارات مختلفة. وأحد هذه الإصدارات مزود بنظام التوجيه بالأشعة تحت الحمراء/ البصرية. وصُمِّم لضرب الأهداف ذات التباين الحراري، وخاصةً المعدات العسكرية المهمة في مؤخرة العدو. يمكن أن تكون هذه الطائرة بدون طيار المزودة برأس التوجيه الراداري بمثابة تشبيه للصواريخ المضادة للرادار، التي تستهدف الانبعاثات الصادرة عن رادارات البحث. وقد تكون هذه القدرة فعالة في تحييد واختراق أنظمة الدفاع الجوي للعدو. إن أجسام النماذج الثلاث لطائرة شاهد 238 بدون طيار سوداء بشكل غير عادي بالنسبة للطائرات بدون طيار الإيرانية، مما يشير إلى إستخدام مواد ممتصة للرادار. ويشار إلى أن هذه الطائرات بدون طيار خضعت لتعديلات في التصميم مقارنةً بالنموذج الأولي الذي عُرِّض مؤخراً، والذي رُكِّبَت فيه المحطة الضوئية أسفل جسم الطائرة في المقدمة. وأثناء عرض النموذج الأولي، عُرِّضَت عملية إطلاق من مركبة متحركة. ومع ذلك، مثل سابقتها، شاهد 136، من المتوقع أن تحتفظ هذه الطائرة بدون طيار بالقدرة على الإطلاق من منصة ثابتة باستخدام معزز الوقود الصلب. وشُغِّلَ النموذج الأولي السابق المُزوَّد بمحطة توجيه بصري يدوياً بواسطة وحدة تحكم، مما يحد من نطاقه، ويتطلب محطات ترحيل بالقرب من الهدف.

## الإعلان الرسمي
أعلنت القوة الجو فضائية التابعة لحرس الثورة في جمهورية إيران ولأول مرة عن طائرة هجومية قاذفة للصواريخ أُطلِقَ عليها شاهد-238، وذلك يوم الأحد 19 تشرين الثاني/ نوفمبر 2023م. خلال زيارة قام بها القائد العام للقوات المسلحة الإيرانية آية الله علي خامنئي إلى معرض إنجازات القوات الجوية التابعة للحرس الثوري في جامعة عاشوراء لعلوم وتكنولوجيا الفضاء. وتضمن هذا المعرض، عرض نسخة معدلة من الطائرة شاهد 136 تعمل بالطاقة النفاثة، تحمل إسم شاهد-238، وهي متوفرة في ثلاثة إصدارات مع أنظمة توجيه مختلفة. بالإضافة إلى النموذج القياسي المزود بنظام توجيه مستقل يعتمد على الملاحة بالقصور الذاتي. وإشارات نظام تحديد المواقع العالمي (الإصدار الأوسط)، عُرِّضَت أيضاً متغيرات مزودة بأنظمة توجيه بالأشعة تحت الحمراء/ البصرية. وأنظمة توجيه رادارية محتملة.

## خصائص الطائرة
الطائرة العسكرية الإيرانية الجديدة مطلية باللون الأسود للتخفي ليلاً، مما يُصِّعب اكتشافها من قبل الرادارات أو الأسلحة المضادة للطائرات. وتُعَد طائرة شاهد 238 خطوة مهمة في تطوير قدرات الطائرات المسيَّرة بدون طيار الإيرانية. إنها طائرة أكثر قدرة وتنوعاً من سابقتها، ومن المحتمل أن تلعب دوراً مهماً في العمليات العسكرية الإيرانية في المستقبل. إن طائرة Shahed-238 الجديدة لا تحتوي على مروحة دوارة، ويوجد مدخل الهواء البارز في الجانب العلوي من هيكل الطائرة. كل هذا من شأنه أن يقلل من رؤية الطائرات بدون طيار ويزيد من احتمالية إختراق الدفاع الجوي. بالإضافة إلى ذلك، فإنه يمكن الافتراض من حيث الصفات القتالية، إن شاهد-238 الجديدة تشبه عموماً شاهد-136 السابقة. وفي الوقت نفسه، فهي قادرة على السفر في طريق معين بشكل أسرع ومهاجمة الهدف، على الرغم من أن هذا سيتطلب التضحية بنصف قطر القتال الخاص بها. إن وجود العديد من خيارات المعدات الموجودة على متن الطائرة بوظائف مختلفة سيوفر تطبيقاً أكثر مرونة. اعتماداً على نوع الهدف، سيكون من الممكن إستخدام التوجيه عن طريق الإحداثيات أو إستخدام الباحث. من الممكن أيضاً إجراء الاستطلاع، بما في ذلك. لصالح إستخدام طائرات بدون طيار أخرى. سيكون المجمع الجديد قادراً أيضاً على إستخدام قاذفات مختلفة تتوافق مع المهمة الحالية.

## تصميم وإنتاج الطائرة
صُمِّمَت شاهد-238 الجديدة وفقاً لتصميم (بدون ذيل) مع جسم واضح، مقترن بسلاسة بجناح دلتا. أطراف الجناح لها أسطح عمودية. يوجد في الجزء العلوي من جسم الطائرة الخلفي مدخل هواء بارز لنظام الدفع. صُمِّم ذيل الطائرة نفسها على شكل هدية بيضاوية الشكل مع فتحة لفوهة المحرك. إذا حكمنا من خلال البيانات المتاحة، فإن الطائرة بدون طيار الإيرانية الجديدة شاهد-238، هي في الواقع تطوير إضافي للطائرة شاهد-136 السابقة. أُجْرِيَ التحديث العميق للنموذج الأصلي بشكل رئيسي من خلال تركيب محرك مختلف، مما أدى إلى تغيير في خصائص الرحلة الرئيسية. بالإضافة إلى ذلك، تغيرت الصفات القتالية للجهاز. تحتوي الطائرات الشراعية بدون طيار في النموذجين على اختلافات طفيفة، مما يبسط الإنتاج المتزامن لمعدات النموذجين. الأمر نفسه ينطبق على المعدات الموجودة على متن الطائرة. في السابق، أظهرت الصناعة الإيرانية تعديلات جديدة على شاهد-136 برؤوس صاروخية، والآن  اُسْتُخْدِمَت نفس الأجهزة أو أجهزة مماثلة في مشروع شاهد-238.

## محرك الطائرة
كشفت جمهورية إيران عن طائرة مسيَّرة تعمل بالدفع النفاث من طراز شاهد 238، وهي نسخة محسَّنة من طائرة شاهد 136 الشهيرة. تحمل هذه الطائرة الجديدة تصميم سابقتها نفسه، ولكنها مزودة بمحرك نفاث بدلاً من محرك المكبس. مما يجعل الطائرة الجديدة أسرع وأقوى، ويسمح لها بحمل حمولة أكبر والطيران لمسافات أطول. من المحتمل أن تعتمد روسيا ميزة المحرك النفاث على نسخ شاهد 136. وعلى هذا الأساس، فقد كان استبدال المحرك هو الهدف الرئيسي لمشروع طائرة شاهد 238، وبسببه خُطِّطَ لتغيير خصائص الرحلة والصفات القتالية المرتبطة بها.

## نماذج أخرى للطائرة
ان هذه الطائرة التي تم تصميمها وإنتاجها داخل جمهورية إيران، لها ثلاث سلالات فرعية مع أنظمة توجيه وبواحث مختلفة. السلالات الفرعية الثلاثة هي:
النموذج الأول: يُستَخدَم باحثاً كهربائياً بصرياً بالأشعة تحت الحمراء لتحديد الأهداف.
النموذج الثاني: يُستَخدَم رأساً للبحث عن الترددات اللاسلكية أو الرادار التوجيهي.
النموذج الثالث: لا يحتوي على باحث، ويطير إلى هدفه بناءً على إحداثيات محددة مسبقاً. ومع ذلك، يبدو أن الإصدارات الجديدة من الطائرات بدون طيار، مع رؤوس التوجيه الخاصة بها، قادرة على التنقل بشكل مستقل إلى أهدافها.

## عرض الطائرة لأول مرة
في نهاية شهر أيلول/ سبتمبر من عام 2023م، عرض التلفزيون الإيراني فيلماً وثائقياً مخصصاً للتطورات الوطنية في مجال الطائرات بدون طيار. وقد عُرِضَت أحدث طرازات الطائرات بدون طيار، بالإضافة إلى بعض المنتجات الجديدة. وهكذا، ولأول مرة، عُرِّضَت طائرة بدون طيار بشكل علني، تشبه ظاهرياً طائرة شاهد-136 الشهيرة، ولكنها مزودة بمحرك نفاث. ولم يُكْشَف عن أي تفاصيل حول هذا المشروع في ذلك الوقت. كما ظل إسمها الدقيق غير معروف. وبعد فترة زمنية ظهرت المعلومات الأولى حول هذا التطور. وهكذا، في 19 تشرين الثاني/ نوفمبر من العام 2023م، قام المرشد الأعلى الإيراني آية الله علي خامنئي بزيارة جامعة عاشوراء لعلوم وتكنولوجيا الفضاء الجوي في العاصمة الإيرانية طهران. ولزيارة مسؤول رفيع المستوى، أَعدَّت الجامعة ومؤسسات الصناعة الدفاعية معرضاً للأسلحة الحديثة والمتقدمة، حيث عرضوا عدة عينات مثيرة للاهتمام. وكجزء من هذا المعرض، تم العرض الرسمي الأول لطائرة بدون طيار هجومية جديدة تسمى (شاهد-238). انطلاقاً من مظهرها المميز، ظهرت هذه الطائرة بالذات في برنامج تلفزيوني وثائقي. وفي الوقت نفسه، قُدِّمَت ثلاثة تعديلات في المعرض لطائرة بدون طيار مع ميزات التصميم المختلفة والاختلافات المقابلة في الوظائف والقدرات.

## معرض الصور

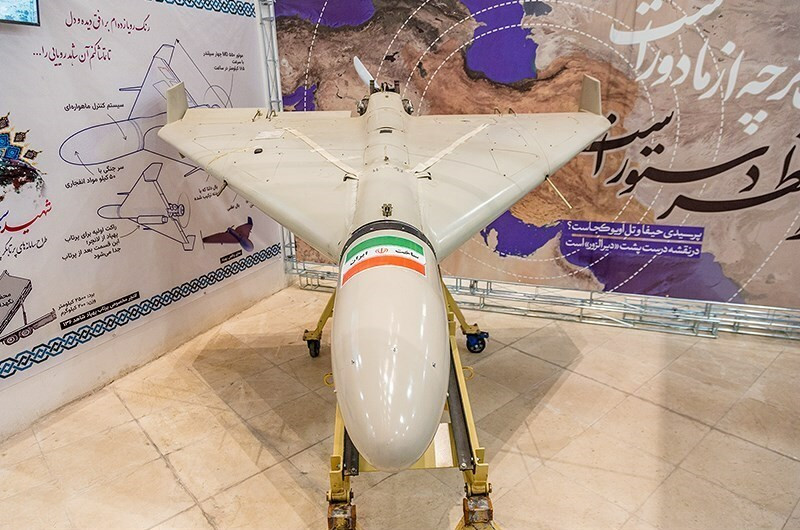
تُظهِر هذه الصورة منظراً أمامياً لطائرة شاهد 136 بدون طيار في معرض إنجازات القوة الجوية التابعة للحرس الثوري الإيراني في حديقة متحف الثورة الإسلامية والدفاع المقدس في مدينة قم. اُفْتُتِحَ المعرض الذي يحمل عنوان (Sky of Power) في 13 مارس 2023م

## مواضيع ذات صلة
- الطائرات الايرانية بدون طيار
- معدات القوات المسلحة الإيرانية
- مروحية شاهد 278
- مروحية شاهد 216
- مروحية شاهد 285
- برنامج الصواريخ الإيرانية
- مهاجر (طائرة بدون طيار)
- مروحية طوفان 2
- شاهد 129
- بنها (شركة)
- سورنا 3 (روبوت)
- أميد (قمر صناعي)
- ذو الفقار (دبابة)